# 이자연 (가수)
이자연(본명: 이현옥, 1958년 9월 30일 (음력 8월 18일) - )은 대한민국의 가수이다.

## 생애
1986년에 나훈아가 1969년에 발표한 자작곡 내당신을 개사한 《당신의 의미》로 데뷔하였다. 이후 《여자는 눈물인가봐》, 《구름같은 인생》을 발표하여 히트시켰으며 1995년에 작곡가 이호섭이 이자연의 결혼기념선물로 작곡하여 선물하여 발표한 《찰랑찰랑》이 큰 인기를 끌어 남녀 노소가 즐겨 부르는 노래가 되었다. 2011학년도 건국대학교 수시 1차 신입생 모집 연기자 전형에서 예술문화대학 예술학부에 합격했다. 이자연은 젊은 시절부터 가수로 활동하며 학업의 기회를 놓친 것을 아쉬워해 이번에 대입 수시 모집에 응시, 만학도의 꿈을 이루게 됐다. 2018년에는 대한가수협회 회장으로 당선되었으며, 2021년 제6대 회장으로 연임되었다.

## 학력
- 건국대학교 언론홍보대학원 방송통신융합학과 졸업
- 건국대학교 예술학부 졸업
- 대구여자고등학교 졸업

## 데뷔
- 1986년 노래 [당신의 의미]

## 가수활동
- 2021년 "한탄강 아가씨"
- 2021년 "한탄강"
- 2019년 "춤추는 당신"
- 2018년 "사나이 눈물"
- 2015년 "코리아 아리랑" "철수씨"
- 2014년 "100세시대"/"통일은 대박" "미안해요 사랑해요"
- 2013년 "백 세 시대"/"하늘이여"
- 2012년 "한라에서 백두까지"
- 2009년 "그리움"/"사랑해요 어머니"
- 2008년 "반반" "한밤마을 돌담길" "당진항" "금오산아!"
- 2006년 "불타는 사랑"
- 2004년 "소근소근"
- 2003년 "아름다운 사랑"
- 2001년 "만남과 이별"
- 2000년 "찬스"
- 1999년 "망각의 세월"
- 1997년 "아리랑 처녀"(원곡:나미 1984년 6집 "빙글빙글" 앨범 수록곡) "사랑은 갈대"
- 1996년 "나그네 사랑"
- 1995년 "찰랑찰랑"
- 1993년 "구름같은 인생" "어랑어랑 서울"
- 1989년 "이별의18번지"
- 1988년 "여자는 눈물인가봐"
- 1986년 "당신의 의미"

## 방송
- 2021년 생방송 행복드림 로또 6/45 - 게스트 953회

## 기타 활동
- 2010년 건국대학교 홍보대사
- 2010년 산림청 홍보대사

## 수상
- 2003년 한국예술실연자 대상 가수 부문
- 2005년 KBS 가요대상 올해의 가수상

1. ↑  링크[깨진 링크(과거 내용 찾기)]